# The Daughter of MacGregor
Pour plus de détails, voir Fiche technique et Distribution.
The Daughter of MacGregor est un film muet américain, réalisé par Sidney Olcott, écrit et interprété dans le rôle principal par Valentine Grant. Une production Daniel Frohman pour Famous Players.

## Fiche technique
- Réalisation : Sidney Olcott
- Scénario : Valentine Grant
- Chef-opérateur : Al Ligouri
- Production : Daniel Frohman pour Famous Players Film Company
- Distribution : Paramount
- Longueur : 5 bobines
- Date de sortie :
  - États-Unis : 18 septembre 1916 (New York)

## Distribution
- Valentine Grant : Jean MacGregor
- Sidney Mason : Winston, l'Anglais
- Arda La Croix : Donald MacGregor
- Helen Lindroth : Mme McGrim
- Daniel Pennell : Bull Grogan
- Edwards Davis : Robert MacPherson
- Lady the Dog : le chien de Jean

## À noter
- Le film a été tourné en Floride[1].
- Titre de travail : Jean O' the Heather.
  - Il n'est, semble-t-il, pas sorti en France.